# Comuna Rogoznica, Šibenik-Knin
Rogoznica este o comună în cantonul Šibenik-Knin, Croația, având o populație de 2.345 de locuitori (2011).

## Demografie
Componența etnică a comunei Rogoznica
     Croați (96,55%)
     Necunoscut (0,3%)
     Neclasificat (2,43%)
Componența confesională a comunei Rogoznica
     Catolici (93,73%)
     Fără religie și atei (1,96%)
     Necunoscută (1,96%)
     Alte religii (2,35%)
Conform recensământului din 2011, comuna Rogoznica avea 2.345 de locuitori. Din punct de vedere etnic, majoritatea locuitorilor (96,55%) erau croați. Apartenența etnică nu este cunoscută în cazul a 0,3% din locuitori. Din punct de vedere confesional, majoritatea locuitorilor (93,73%) erau catolici, cu o minoritate de persoane fără religie și atei (1,96%). Pentru 1,96% din locuitori nu este cunoscută apartenența confesională.